# Lucien Bull
Lucien Bull (Dublin, 5 de janeiro de 1876 — Boulogne-Billancourt, 25 de agosto de 1972) foi um pioneiro da fotografia francês.